# Nati nel 1968/Giugno
| Questa pagina contiene informazioni ricavate automaticamente dalle voci biografiche con l'ausilio del template Bio e di un bot. L'aggiornamento è periodico e automatico e ricostruisce completamente la pagina. Se manca una persona in questa lista, sei pregato di non aggiungerla, ma accertati piuttosto che la sua voce biografica contenga il template Bio e che i dati anagrafici siano correttamente compilati. Se il template Bio manca, inseriscilo tu stesso o, in alternativa, metti l'avviso {{tmp\|Bio}} che ne segnala la mancanza. Se i dati riportati sono sbagliati, correggi direttamente la voce biografica; le modifiche saranno visibili in questa lista entro pochi giorni. Per chiarimenti vedi il progetto biografie. La lista contiene solo le 323 persone che sono citate nell'enciclopedia e per le quali è stato implementato correttamente il template Bio. Pagina aggiornata al 2 giu 2025. |

- 1º giugno - Paolo Di Sarno, allenatore di calcio e ex calciatore italiano
- 1º giugno - Jason Donovan, cantante e attore australiano
- 1º giugno - Patrick Graham, scrittore francese
- 1º giugno - Eva Guidi, politica sammarinese
- 1º giugno - Petrus Haraseb, ex calciatore namibiano
- 1º giugno - Ronan Leaustic, ex arbitro di calcio francese
- 1º giugno - Stefan Minkwitz, allenatore di calcio e ex calciatore tedesco orientale
- 1º giugno - Yui Natsukawa, attrice e modella giapponese
- 1º giugno - Brian Oliver, ex cestista statunitense
- 1º giugno - Sam Pam, ex calciatore nigeriano
- 1º giugno - Mathias Rust, aviatore e attivista tedesco
- 1º giugno - William Stravato, chitarrista e compositore italiano
- 1º giugno - Elena Sedina, scacchista ucraina
- 1º giugno - Kenan Şimşek, ex lottatore turco
- 2 giugno - Merril Bainbridge, cantante australiana
- 2 giugno - Anne Briand, ex biatleta francese
- 2 giugno - Andy Cohen, conduttore televisivo, imprenditore e blogger statunitense
- 2 giugno - Talant Dujšebaev, ex pallamanista e allenatore di pallamano russo
- 2 giugno - Beetlejuice, rapper, attore e disc jockey statunitense
- 2 giugno - Mike Dean, ex arbitro di calcio inglese
- 2 giugno - Navid Negahban, attore iraniano
- 2 giugno - Jens Erik Rasmussen, allenatore di calcio e ex calciatore faroese
- 2 giugno - Francesca Rossi, ex cestista italiana
- 3 giugno - Fabrizio Costantini, allenatore di calcio sammarinese
- 3 giugno - Paulo Freitas, ex hockeista su pista e allenatore di hockey su pista portoghese
- 3 giugno - Nikolina Grabovac, ex cestista croata
- 3 giugno - Joachim Halupczok, ciclista su strada polacco († 1994)
- 3 giugno - Kaori Nagamine, ex calciatrice giapponese
- 3 giugno - Peter Nielsen, allenatore di calcio e ex calciatore danese
- 3 giugno - Tari Phillips, ex cestista statunitense
- 4 giugno - Al B. Sure!, cantante, compositore e produttore discografico statunitense
- 4 giugno - Jean-Pierre Danel, chitarrista, produttore discografico e compositore francese
- 4 giugno - Bahman Golbarnezhad, paraciclista, sollevatore e militare iraniano († 2016)
- 4 giugno - Rachel Griffiths, attrice australiana
- 4 giugno - Sean Gullette, attore, sceneggiatore e produttore cinematografico statunitense
- 4 giugno - Vlado Miloševič, ex calciatore sloveno
- 4 giugno - Niurka Montalvo, ex lunghista e triplista cubana
- 4 giugno - Davide Perona, ex ciclista su strada italiano
- 4 giugno - Faizon Love, attore cubano
- 4 giugno - Sergio Sgrilli, attore, comico e cantante italiano
- 4 giugno - Ian Taylor, ex calciatore inglese
- 4 giugno - Scott Wolf, attore statunitense
- 4 giugno - Yoo Nam-kyu, ex tennistavolista sudcoreano
- 4 giugno - Silvijo Čabraja, allenatore di calcio croato
- 5 giugno - Xavier Aguado, ex calciatore spagnolo
- 5 giugno - Sandra Annenberg, giornalista, conduttrice televisiva e attrice brasiliana
- 5 giugno - Aureliu Ciocoi, diplomatico e politico moldavo
- 5 giugno - Massimo De Donato, giornalista italiano
- 5 giugno - Giancristiano Desiderio, giornalista e scrittore italiano
- 5 giugno - Lee Dorrian, cantante e produttore discografico britannico
- 5 giugno - Mariano Fioravanti, ex calciatore italiano
- 5 giugno - Mel Giedroyc, attrice, conduttrice televisiva e conduttrice radiofonica britannica
- 5 giugno - Richard Golz, allenatore di calcio e ex calciatore tedesco
- 5 giugno - Yuka Harada, ex cestista giapponese
- 5 giugno - Percy Olivares, ex calciatore peruviano
- 5 giugno - Mario Palmaro, saggista italiano († 2014)
- 5 giugno - Marc Rieper, ex calciatore danese
- 5 giugno - Dalton Tagelagi, politico e sportivo niueano
- 5 giugno - Ed Vaizey, avvocato, giornalista e politico britannico
- 5 giugno - Akifumi Yamazaki, ex cestista giapponese
- 5 giugno - Fabio Zuffanti, scrittore e musicista italiano
- 6 giugno - Oliver Blume, dirigente d'azienda tedesco
- 6 giugno - M. J. Hyland, scrittrice australiana
- 6 giugno - Steven Berlin Johnson, giornalista e scrittore statunitense
- 6 giugno - Nenad Marković, ex cestista e allenatore di pallacanestro bosniaco
- 6 giugno - Francesco Pedone, allenatore di calcio e ex calciatore italiano
- 6 giugno - Kimiko Shiratori, ex calciatrice giapponese
- 6 giugno - John Wong Soo Kau, arcivescovo cattolico malese
- 6 giugno - Suzie Toase, attrice britannica
- 6 giugno - Bart Voskamp, ex ciclista su strada olandese
- 6 giugno - Edwin Vurens, allenatore di calcio e ex calciatore olandese
- 7 giugno - Gennadij Beljakov, ex slittinista russo
- 7 giugno - Mara, cantante italiana
- 7 giugno - Fausto Dotti, ex ciclista su strada italiano
- 7 giugno - Leuterīs Kakiousīs, ex cestista e allenatore di pallacanestro greco
- 7 giugno - Ljudmila Konovalova, ex cestista russa
- 7 giugno - Ruber Marín, ex ciclista su strada colombiano
- 7 giugno - Sarah Parish, attrice britannica
- 7 giugno - Juan Antonio Pizzi, allenatore di calcio e ex calciatore argentino
- 7 giugno - Andreas Sōtīriou, ex calciatore cipriota
- 7 giugno - Adam Walker, ex giocatore di football americano statunitense
- 8 giugno - Anthony Bonner, ex cestista e allenatore di pallacanestro statunitense
- 8 giugno - Paul D'Amour, bassista statunitense
- 8 giugno - Magnus Erlingmark, ex calciatore svedese
- 8 giugno - Adriana Fossa, modella e imprenditrice venezuelana
- 8 giugno - Fabio Grassadonia e Antonio Piazza, sceneggiatore e regista italiano
- 8 giugno - Torsten Gutsche, ex canoista tedesco
- 8 giugno - Mary King, cavallerizza britannica
- 8 giugno - Eduardo Moscovis, attore brasiliano
- 8 giugno - Elena Rodighiero, ex cestista italiana
- 8 giugno - Per Wiberg, tastierista svedese
- 9 giugno - Viktor Afzalov, generale russo
- 9 giugno - Nikī Bakogiannī, ex altista greca
- 9 giugno - Fortunato Carvalho, ex giocatore di calcio a 5 australiano
- 9 giugno - Dmitrij Čugunov, allenatore di calcio a 5, ex giocatore di calcio a 5 e ex calciatore russo
- 9 giugno - Peter Gagelmann, ex arbitro di calcio tedesco
- 9 giugno - Prudencio Indurain, ex ciclista su strada spagnolo
- 9 giugno - Aleksandr Vladimirovič Konovalov, politico e avvocato russo
- 9 giugno - Eddie Marsan, attore britannico
- 9 giugno - Daniela Morozzi, attrice italiana
- 9 giugno - Rodrigo Plá, regista, produttore cinematografico e scrittore uruguaiano
- 9 giugno - Tom Rouen, ex giocatore di football americano e allenatore di football americano statunitense
- 9 giugno - Patrick Tardieu, ex calciatore haitiano
- 9 giugno - Eduard Vălčev, ex cestista bulgaro
- 9 giugno - Andreas Zeyer, ex calciatore tedesco
- 9 giugno - Michael Zeyer, dirigente sportivo e ex calciatore tedesco
- 10 giugno - Percy Avock, allenatore di calcio vanuatuano
- 10 giugno - Andrea Baldini, velista italiano
- 10 giugno - Bill Burr, comico e attore statunitense
- 10 giugno - Nobutoshi Canna, attore, doppiatore e cantante giapponese
- 10 giugno - Denilson Costa, ex calciatore brasiliano
- 10 giugno - The D.O.C., rapper statunitense
- 10 giugno - Giampaolo Di Lorenzo, ex cestista e allenatore di pallacanestro italiano
- 10 giugno - Mike Dopud, attore, stuntman e giocatore di football americano canadese
- 10 giugno - Samia Ghali, politica francese
- 10 giugno - Renato Negri, organista italiano
- 10 giugno - George Nolfi, sceneggiatore, regista e produttore cinematografico statunitense
- 10 giugno - Boris Rehlinger, attore e doppiatore francese
- 10 giugno - Jimmy Shea, ex skeletonista statunitense
- 11 giugno - Antonio Caldonazzi, attore teatrale, drammaturgo e regista teatrale italiano († 2010)
- 11 giugno - Mirella Emiliozzi, politica italiana
- 11 giugno - Emiliano García-Page, giurista e politico spagnolo
- 11 giugno - Sylvain Lautié, allenatore di pallacanestro e dirigente sportivo francese
- 11 giugno - Luigi del Liechtenstein, principe liechtensteinese
- 11 giugno - Sevdalin Marinov, ex sollevatore bulgaro
- 11 giugno - Camilla Nylund, soprano finlandese
- 11 giugno - Daniel Orsanic, allenatore di tennis e ex tennista argentino
- 12 giugno - Manuel Blanc, attore francese
- 12 giugno - Bolji Douglas, ex calciatore nigeriano
- 12 giugno - Paolo Gasparini, attore italiano
- 12 giugno - Thomas Kutschaty, politico e avvocato tedesco
- 12 giugno - Francesco Nocera, allenatore di calcio e ex calciatore italiano
- 12 giugno - Lea Ann Parsley, ex skeletonista statunitense
- 12 giugno - Gianpiero Piovani, allenatore di calcio e ex calciatore italiano
- 12 giugno - Francesco Renga, cantautore italiano
- 13 giugno - Esedulla Abačev, generale russo
- 13 giugno - Fabio Baldato, dirigente sportivo, ex ciclista su strada e pistard italiano
- 13 giugno - Peter DeBoer, allenatore di hockey su ghiaccio e ex hockeista su ghiaccio canadese
- 13 giugno - David Gray, cantautore britannico
- 13 giugno - Jonathan Harvey, drammaturgo, librettista e sceneggiatore britannico
- 13 giugno - Richard Jukl, ex calciatore ceco
- 13 giugno - Pattaya Piemkum, allenatore di calcio a 5, ex giocatore di calcio a 5 e ex calciatore thailandese
- 13 giugno - Ivan Sokolov, scacchista bosniaco
- 13 giugno - Nigel Zerafa, ex calciatore maltese
- 14 giugno - Abubakar Balarabe, ex calciatore nigeriano
- 14 giugno - Yasmine Bleeth, attrice e ex modella statunitense
- 14 giugno - Cathy Chedal, ex sciatrice alpina francese
- 14 giugno - Jan Dydak, pugile polacco († 2019)
- 14 giugno - Giacomo Gattuso, allenatore di calcio e ex calciatore italiano
- 14 giugno - Ukhnaagiin Khürelsükh, politico e militare mongolo
- 14 giugno - Julien Rassam, attore francese († 2002)
- 14 giugno - Tony Ligorio, artista marziale italiano
- 14 giugno - Marco Mariani, giocatore di curling e ex hockeista su ghiaccio italiano
- 14 giugno - Eric Murdock, ex cestista statunitense
- 14 giugno - Guy Sigsworth, compositore e produttore discografico britannico
- 14 giugno - Tony Smith, ex cestista statunitense
- 14 giugno - Mario Turco, politico italiano
- 15 giugno - Massimo Fiorio, politico italiano
- 15 giugno - Károly Güttler, ex nuotatore ungherese
- 15 giugno - Demetra Hampton, attrice e ex modella statunitense
- 15 giugno - Marco Martani, sceneggiatore, commediografo e regista italiano
- 15 giugno - Adam Rapp, scrittore, drammaturgo e sceneggiatore statunitense
- 15 giugno - Luis Alberto Romero, ex calciatore uruguaiano
- 15 giugno - Shaun Vandiver, allenatore di pallacanestro e ex cestista statunitense
- 16 giugno - Bassey William Andem, ex calciatore camerunese
- 16 giugno - Herlánder Coimbra, ex cestista angolano
- 16 giugno - Torben Frank, ex calciatore danese
- 16 giugno - Sander Groen, ex tennista olandese
- 16 giugno - Jon Jeary, bassista, compositore e produttore discografico britannico
- 16 giugno - Mariana Mazzucato, economista italiana
- 16 giugno - Mokona, fumettista giapponese
- 16 giugno - Sergio Moschetto, musicista, chitarrista e cantautore italiano
- 16 giugno - James Patrick Stuart, attore e doppiatore statunitense
- 16 giugno - Bruno Valencony, ex calciatore e allenatore di calcio francese
- 16 giugno - Orlando Vega, ex cestista portoricano
- 17 giugno - Luis Barbat, ex calciatore uruguaiano
- 17 giugno - Bård Jørgen Elden, ex combinatista nordico norvegese
- 17 giugno - Michail Erëmin, calciatore sovietico († 1991)
- 17 giugno - Slaviša Koprivica, ex cestista serbo
- 17 giugno - Kristin Krone, ex sciatrice alpina statunitense
- 17 giugno - Milko Lieverst, ex cestista olandese
- 17 giugno - Évariste Ndayishimiye, politico e militare burundese
- 17 giugno - Alassane Ouattara, ex calciatore ivoriano
- 17 giugno - Luka Pavićević, ex cestista e allenatore di pallacanestro serbo
- 17 giugno - Danny Pena, ex calciatore statunitense
- 17 giugno - Minoru Suzuki, wrestler e ex artista marziale misto giapponese
- 17 giugno - Stefano Vidili, ex cestista italiano
- 18 giugno - Emanuele Coen, giornalista e scrittore italiano
- 18 giugno - Daila Dameno, arciera, ex sciatrice alpina e ex nuotatrice italiana
- 18 giugno - Ana Duato, attrice spagnola
- 18 giugno - Steve Ouimette, chitarrista statunitense
- 18 giugno - Caroline Smits, ex cestista olandese
- 18 giugno - Alda Teodorani, scrittrice, traduttrice e poetessa italiana
- 19 giugno - Paul Bravo, allenatore di calcio e ex calciatore statunitense
- 19 giugno - Jud Buechler, ex cestista e allenatore di pallacanestro statunitense
- 19 giugno - Massimiliano Gallo, attore e regista teatrale italiano
- 19 giugno - Cristina Guerra, giornalista italiana
- 19 giugno - Nadav Henefeld, ex cestista israeliano
- 19 giugno - Oliver Huntemann, disc jockey e produttore discografico tedesco
- 19 giugno - Marius Jonker, ex arbitro di rugby a 15 sudafricano
- 19 giugno - Paolo Maccagnan, direttore di coro italiano|Didascalia=Paolo Maccagnan nel 2022
- 19 giugno - Travis Mays, ex cestista e allenatore di pallacanestro statunitense
- 19 giugno - Timothy Morton, filosofo e scrittore britannico
- 19 giugno - Memory Mucherahowa, ex calciatore zimbabwese
- 19 giugno - Mauro Tomasi, atleta paralimpico italiano
- 19 giugno - Kim Walker, attrice statunitense († 2001)
- 19 giugno - John White, ex giocatore di calcio a 5 australiano
- 19 giugno - Evgenij Ševčuk, politico moldavo
- 20 giugno - Jurij Baškatov, nuotatore sovietico († 2022)
- 20 giugno - Alessandro Dalla Salda, dirigente sportivo italiano
- 20 giugno - Jon Glaser, attore, comico e sceneggiatore statunitense
- 20 giugno - Tonya Kinzinger, attrice statunitense
- 20 giugno - Toshiyuki Kosugi, ex calciatore giapponese
- 20 giugno - Mateusz Morawiecki, politico, manager e economista polacco
- 20 giugno - RBX, rapper statunitense
- 20 giugno - Kyle Rasmussen, ex sciatore alpino statunitense
- 20 giugno - Robert Rodriguez, regista, sceneggiatore e produttore cinematografico statunitense
- 20 giugno - Barry Sparks, bassista e chitarrista statunitense
- 20 giugno - Samantha Spiro, attrice e cantante britannica
- 21 giugno - Helle Bjerregaard, ex calciatrice danese
- 21 giugno - Philippe Buttani, astronomo francese
- 21 giugno - Tore André Dahlum, allenatore di calcio e ex calciatore norvegese
- 21 giugno - Brandon Douglas, attore statunitense
- 21 giugno - Chris Gueffroy, tedesco († 1989)
- 21 giugno - Gennaro Migliore, politico italiano
- 21 giugno - Kamil Mingazow, ex calciatore turkmeno
- 21 giugno - Sebastian Niemann, regista e sceneggiatore tedesco
- 22 giugno - Melinda Nadj Abonji, scrittrice, musicista e artista ungherese
- 22 giugno - Darrell Armstrong, ex cestista e allenatore di pallacanestro statunitense
- 22 giugno - Kingsley Black, ex calciatore nordirlandese
- 22 giugno - Miodrag Božović, allenatore di calcio e ex calciatore montenegrino
- 22 giugno - Umberto Maria Giardini, cantautore italiano
- 22 giugno - José Francisco Guerra, ex schermidore spagnolo
- 22 giugno - Fabián Guevara, ex calciatore cileno
- 22 giugno - Paula Irvine, attrice statunitense
- 22 giugno - Jane Lattimore, ex cestista neozelandese
- 22 giugno - Simone Lenzi, cantautore, scrittore e traduttore italiano
- 22 giugno - Teodoro Nguema Obiang Mangue, politico equatoguineano
- 22 giugno - Viktorija Paradiz, ex cestista ucraina
- 22 giugno - Laurence Plazenet, scrittrice francese
- 22 giugno - Heidi Rakels, ex judoka belga
- 22 giugno - Miguel Tobon, ex tennista colombiano
- 22 giugno - Miri Yū, scrittrice sudcoreana
- 23 giugno - Corrado Catalano, pilota motociclistico italiano
- 23 giugno - Tiken Jah Fakoly, cantante ivoriano
- 23 giugno - Julija Machalina, ballerina russa
- 23 giugno - Eric Metcalf, ex giocatore di football americano statunitense
- 23 giugno - Jasen Petrov, allenatore di calcio, dirigente sportivo e ex calciatore bulgaro
- 23 giugno - Kent Steffes, ex giocatore di beach volley statunitense
- 23 giugno - Gordan Vidović, ex calciatore bosniaco
- 23 giugno - Hideo Yamamoto, fumettista giapponese
- 23 giugno - Paolo Zizza, allenatore di pallanuoto e ex pallanuotista italiano
- 24 giugno - Alaa Abdelnaby, ex cestista egiziano
- 24 giugno - Xenios Aristotelous, ex calciatore cipriota
- 24 giugno - Torgeir Bjarmann, ex calciatore e dirigente sportivo norvegese
- 24 giugno - Jordi Calafat, ex velista spagnolo
- 24 giugno - Juan Carlos González Zamora, scacchista messicano
- 24 giugno - Barys Hel'fand, scacchista bielorusso
- 24 giugno - Christian Klees, ex tiratore a segno tedesco
- 24 giugno - Khachatur Kyapanaktsyan, sollevatore armeno († 2007)
- 24 giugno - María José Montiel, mezzosoprano spagnolo
- 24 giugno - Marco Pullo, ex calciatore italiano
- 24 giugno - Peter Sandvang, ex triatleta danese
- 25 giugno - Chae Shi-ra, attrice sudcoreana
- 25 giugno - Claudio Coldebella, dirigente sportivo, allenatore di pallacanestro e ex cestista italiano
- 25 giugno - Daniela Galassi, ex nuotatrice sammarinese
- 25 giugno - Adrian Garvey, ex rugbista a 15 e dirigente sportivo zimbabwese
- 25 giugno - Vaios Karagiannīs, allenatore di calcio e ex calciatore greco
- 25 giugno - Chris Kontos, batterista statunitense
- 25 giugno - Dominik Krieger, ex ciclista su strada tedesco
- 25 giugno - Roberto Lacorte, pilota automobilistico e imprenditore italiano
- 25 giugno - Tom Maxwell, chitarrista statunitense
- 25 giugno - Dorinel Munteanu, allenatore di calcio e ex calciatore rumeno
- 25 giugno - David Pajo, musicista statunitense
- 25 giugno - Zaur Qarayev, ex calciatore azero
- 25 giugno - Nathalie Sagna, ex cestista senegalese
- 25 giugno - Estanislao Struway, ex calciatore paraguaiano
- 26 giugno - Isshin Chiba, doppiatore giapponese
- 26 giugno - Fausto De Amicis, ex calciatore australiano
- 26 giugno - Travis Fine, attore, sceneggiatore e regista statunitense
- 26 giugno - Andrew Goldberg, regista, produttore cinematografico e sceneggiatore statunitense
- 26 giugno - Armand de Las Cuevas, ciclista su strada e pistard francese († 2018)
- 26 giugno - Paolo Maldini, dirigente sportivo e ex calciatore italiano
- 26 giugno - William Shawn McKnight, arcivescovo cattolico statunitense
- 26 giugno - Paolo Mottura, fumettista italiano
- 26 giugno - Jovenel Moïse, imprenditore e politico haitiano († 2021)
- 26 giugno - Iwan Roberts, allenatore di calcio e ex calciatore gallese
- 26 giugno - Shannon Sharpe, ex giocatore di football americano statunitense
- 26 giugno - Zamir Shpuza, allenatore di calcio e calciatore albanese († 2014)
- 27 giugno - Kelly Ayotte, politica e avvocato statunitense
- 27 giugno - Pascale Bussières, attrice canadese
- 27 giugno - Thorsten Kinhöfer, ex arbitro di calcio tedesco
- 27 giugno - Ladislav Pecko, allenatore di calcio e ex calciatore slovacco
- 27 giugno - Laurent Porchier, ex canottiere francese
- 27 giugno - Paul Rae, attore statunitense
- 27 giugno - Saturnino Ribeiro Neto, ex calciatore brasiliano
- 27 giugno - Ruggero Rossato, ex ginnasta italiano
- 27 giugno - Darren Wassall, ex calciatore inglese
- 28 giugno - Davide Bramati, dirigente sportivo e ex ciclista su strada italiano
- 28 giugno - Chayanne, cantante, attore e ballerino portoricano
- 28 giugno - Vilayət Eyvazov, poliziotto, generale e politico azero
- 28 giugno - Bejun Mehta, contraltista statunitense
- 28 giugno - Paolo Montagnani, ex pallavolista e allenatore di pallavolo italiano
- 28 giugno - Tanja Ribič, attrice e cantante slovena
- 28 giugno - Atori Shigematsu, doppiatrice giapponese
- 29 giugno - Fernando Caretta, fumettista italiano
- 29 giugno - Lallo Circosta, comico e imitatore italiano
- 29 giugno - Paolo Corsini, giornalista e dirigente d'azienda italiano
- 29 giugno - Theoren Fleury, ex hockeista su ghiaccio canadese
- 29 giugno - Keith Hughes, cestista statunitense († 2014)
- 29 giugno - Andrzej Kozłowski, ex sollevatore polacco
- 29 giugno - Peter Rehberg, compositore britannico († 2021)
- 29 giugno - Riccardo Staglianò, scrittore e giornalista italiano
- 29 giugno - Federico Zampaglione, cantautore, regista e sceneggiatore italiano
- 29 giugno - Brian d'Arcy James, attore e cantante statunitense
- 30 giugno - Phil Anselmo, cantante e musicista statunitense
- 30 giugno - Thomas Hangl, ex sciatore alpino austriaco
- 30 giugno - Ángel Román Idígoras, vescovo cattolico spagnolo
- 30 giugno - Merja Lahtinen, ex fondista finlandese
- 30 giugno - Yamen Sanders, ex cestista statunitense
- 30 giugno - Muhtar Tileuberdi, politico e diplomatico kazako
- 30 giugno - Mirko Vičević, ex pallanuotista e allenatore di pallanuoto montenegrino
- 30 giugno - Keoni Waxman, regista, sceneggiatore e produttore cinematografico statunitense